# جيفرسون ستارشيب (طاقم موسيقى)

جيفرسون ستارشيب (بالإنجليزية: Jefferson Starship)‏ فريق روك أميركي من سان فرانسيسكو، كاليفورنيا تطور من فريق «جيفرسون أيروبلين Jefferson Airplane» بعد رحيل عازف الجيتار جاك كاسادي وعازف الجيتار جورما كاوكونين. أصدر الفريق ثمان ألبومات بين عامي 1974 و1984، وحصل على جوائز الاسطوانة البلاتينية والذهبية وصعدت للفريق تسعة من أغانيهم على قوائم أفضل 40 أغنية فردية للهوت بيلبورد. مر الفريق بالعديد من التغييرات الرئيسية في الأفراد والأنواع على مر السنين مع الاحتفاظ بنفس اسم جيفرسون ستارشيب. تلاشى أسم الفريق عام 1985، ليعود في أوائل التسعينيات من خلال إحياء الفريق بقيادة بول كانتنر، واستمر عمل الفريق حتى بعد وفاته في عام 2016.

## طاقم الفريق الحالي
ديفيد فرايبرغ: غناء، جيتار أكوستيك (1974-1984 ، 2005 إلى الوقت الحاضر)
دوني بالدوين: طبول، إيقاع، غناء مساند (1982-1984 ، 2008 حتى الآن)
كريس سميث: لوحات المفاتيح (كيبورد)، جيتار باس (1998 إلى الوقت الحاضر)
كاثي ريتشاردسون: غناء، جيتار إيقاعي (2008-2015 ، 2016 حتى الآن)
جود جولد: جيتار رئيسي (2012 إلى الوقت الحاضر)

## ألبومات الفريق
ذبابة التنين (1974) Dragon Fly
الأخطبوط الأحمر (1975) Red Octopus
سريع الغضب (1976) Spitfire
الأرض (1978) Earth
الحرية عند نقطة الصفر (1979) Freedom at Point Zero
العصور الحديثة (1981) Modern Times
رياح التغيير (1982) Winds of Change
الأثاث النووي (1984) Nuclear Furniture
نوافذ الجنة (1998) Windows of Heaven
جيفرسون شجرة الحرية (2008) Jefferson's Tree of Liberty
أم الشمس (2020) Mother of the Sun

## وصلات خارجية
- جيفرسون ستارشب على موقع ميوزك برينز (الإنجليزية)
- جيفرسون ستارشب على موقع رولينغ ستون (الإنجليزية)
- جيفرسون ستارشب على موقع أول ميوزيك (الإنجليزية)
- جيفرسون ستارشب على موقع ديسكوغز (الإنجليزية)